# داني كروز
دانيال آرثر كيمبي كروز (بالإنجليزية: Daniel Arthur Quimby Cruz)‏ (مواليد 3 يناير 1990 في بطرسبرغ، فرجينيا، الولايات المتحدة - ) هو لاعب كرة قدم أمريكي سابق لعب كمهاجم.

## وصلات خارجية
داني كروز على موقع الدوري الأمريكي (الإنجليزية)
- داني كروز على موقع قاعدة بيانات كرة القدم.إي يو (الإنجليزية)
- داني كروز على موقع Soccerway.com (الإنجليزية)